# Eduardo Rosales
Eduardo Rosales Gallinas (n. 4 noiembrie 1836, Madrid, Noua Castilie⁠(d), Spania – d. 13 septembrie 1873, Madrid, Noua Castilie⁠(d), Spania) a fost un pictor spaniol. A fost un adept al mișcării artistice din Italia cunoscută sub numele de „Purismo” și s-a specializat în scene istorice.

## Biografie
S-a născut la Madrid ca al doilea fiu al unui funcționar minor, și-a început studiile într-o școală privată administrată de Escolapios. A rămas orfan în adolescență și s-a înscris la Real Academia de Bellas Artes din San Fernando, unde a studiat sub Federico de Madrazo în 1851.
Rosales a însoțit câțiva prieteni la Roma în 1857, fără o bursă sau alt sprijin financiar, până când a primit o bursă specială de la guvern pentru a-și continua studiile în 1861. S-a alăturat unui grup de pictori spanioli care s-au adunat în Antico Caffè Greco⁠(d), care îi includea pe José Casado del Alisal, Dióscoro Puebla⁠(d) și Marià Fortuny. Acolo a început să se asocieze cu adepții mișcării nazareneene, dar în curând și-a pierdut interesul pentru ei și a realizat prima sa lucrare importantă „Tobías y el angel”.

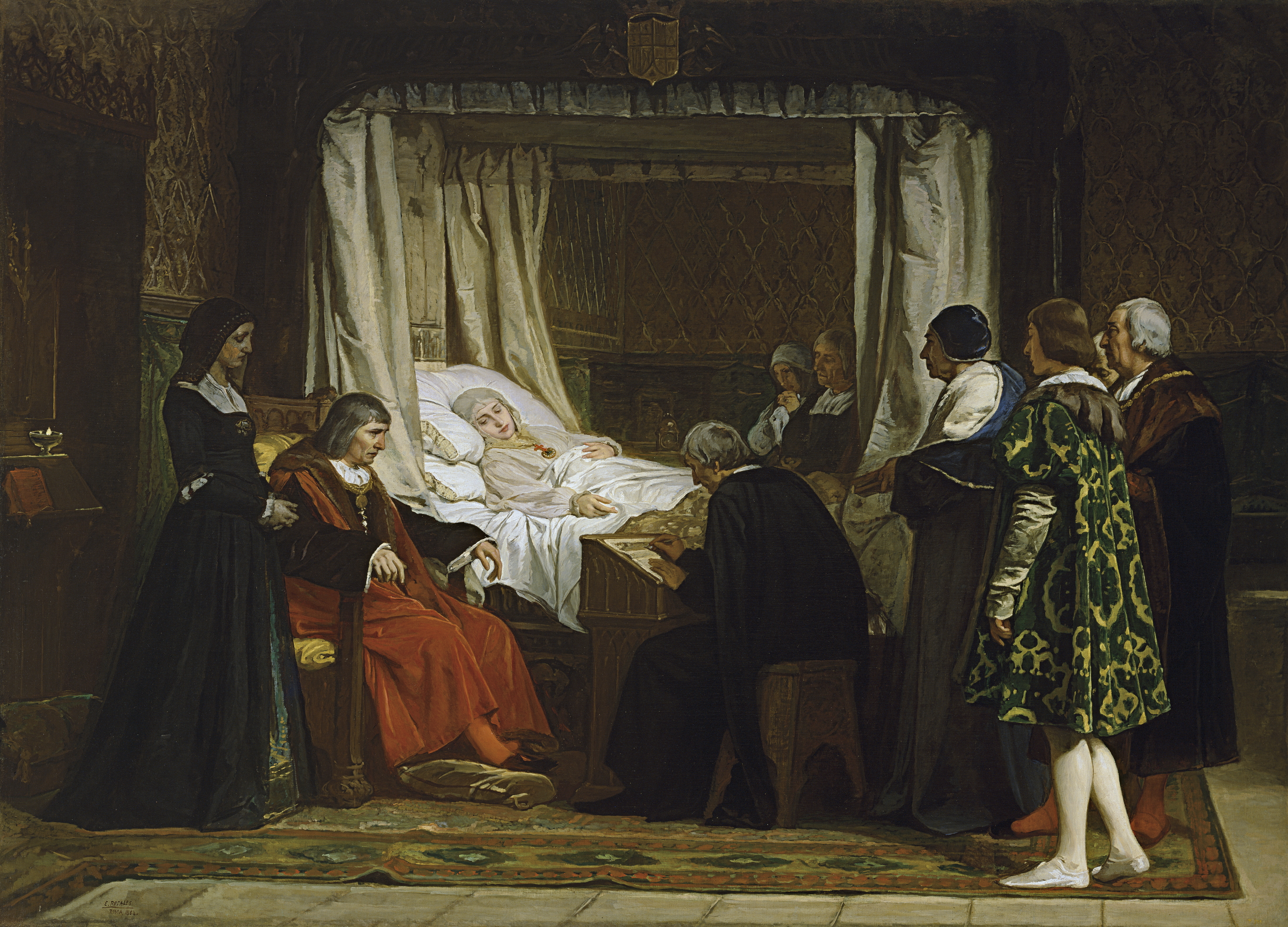
Doña Isabel cea Catolică dictându-și testamentul (1864)

Cu toate acestea, a continuat să fie interesat de dezvoltarea unui stil mai realist, care a fost realizat în cea mai cunoscută lucrare a sa „Doña Isabel la Católica dictando su testamento”. A dus-o la Expoziția Internațională (1867) de la Paris și s-a întors mai târziu la Roma, unde a trimis o telegramă prietenilor săi Martín Rico⁠(d) și Raimundo de Madrazo, spunându-le că pictura a avut un succes remarcabil, luând prima medalie de aur oferită unui străin. De asemenea, a fost numit Cavaler în Legiunea de Onoare.

### Ultimii ani
S-a căsătorit cu verișoara sa Maximina în 1868. Au avut doi copii, dintre care unul, Eloisa, a murit în copilărie și a fost comemorată în pictura sa „Primeros pasos” (Primii pași). Rosales avea el însuși o sănătate precară, având tuberculoză de mulți ani și a făcut vizite frecvente la Panticosa⁠(d), în Pirinei, unde apa era renumită pentru proprietățile sale curative. În 1869, a părăsit Roma definitiv și și-a deschis un studio la Madrid. Criticile dure pe care le-a primit pentru lucrarea sa „La Muerte de Lucrecia” (1871) l-au lăsat descurajat și nu a mai pictat niciodată o altă pânză de mare amploare.
În anul următor, sperând să găsească un climat care să fie mai potrivit sănătății lui, s-a mutat la Murcia. La declararea Primei Republici Spaniole, i s-au oferit posturi la Museo del Prado, pe care le-a respins, și la noua  Academia de España en Roma, pe care l-a acceptat, dar nu l-a ocupat niciodată, din cauza stării sale înrăutățite. A murit la scurt timp după aceea, la Madrid.
În 1922, Madrid l-a onorat cu o statuie memorială, sculptată de Mateo Inurria⁠(d) și plasată pe o stradă care poartă numele lui, Paseo del Pintor Rosales.

## Selecție de tablouri

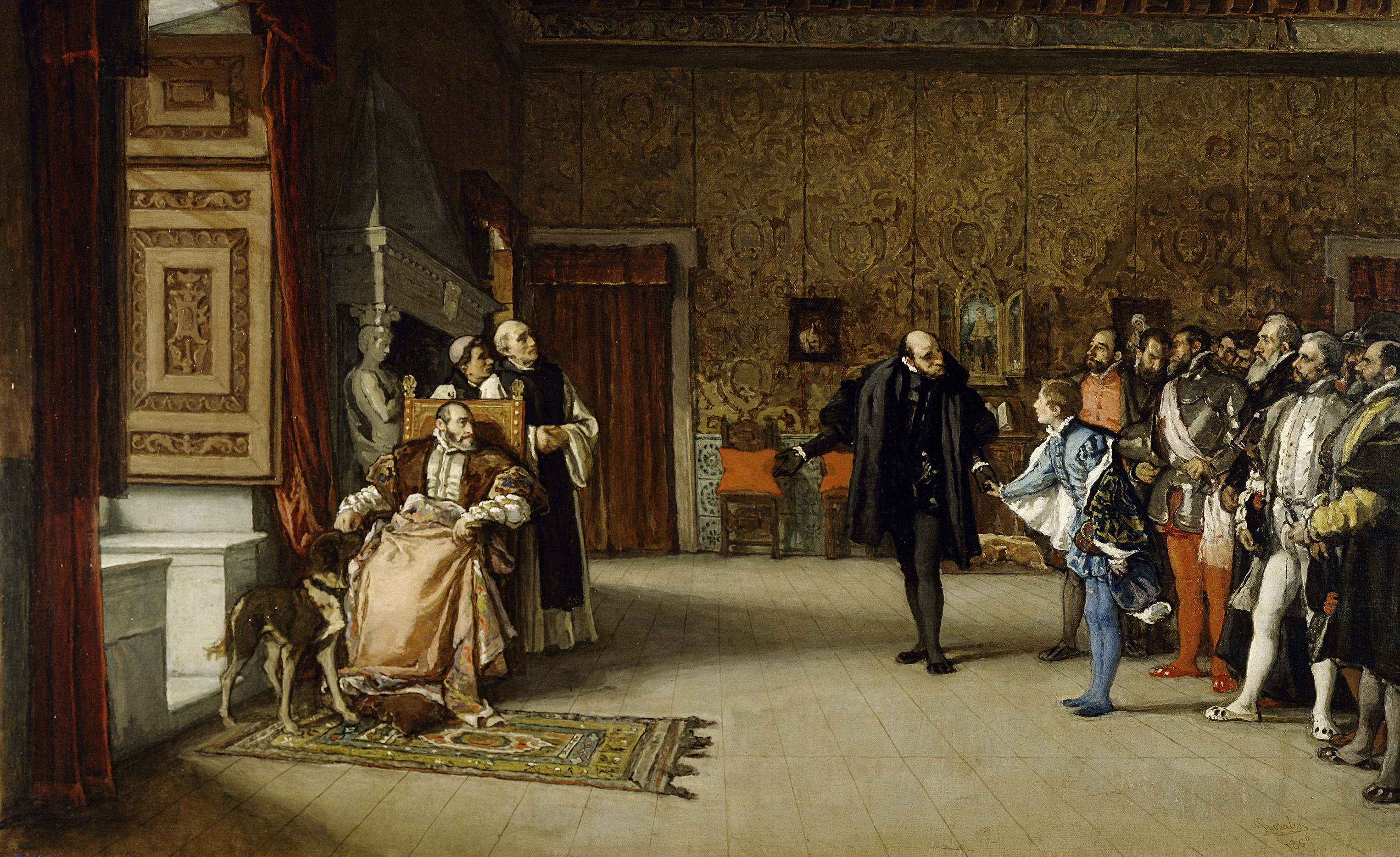
Ioan al Austriei fiind prezentat împăratului Carol al V-lea în Yuste⁠(d) (1868/1869)
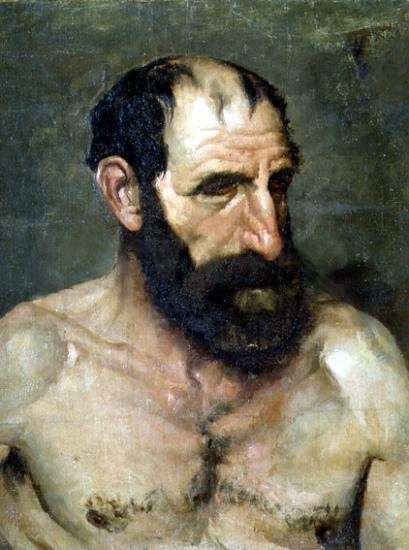
Schița lui Diogene (data necunoscuta)
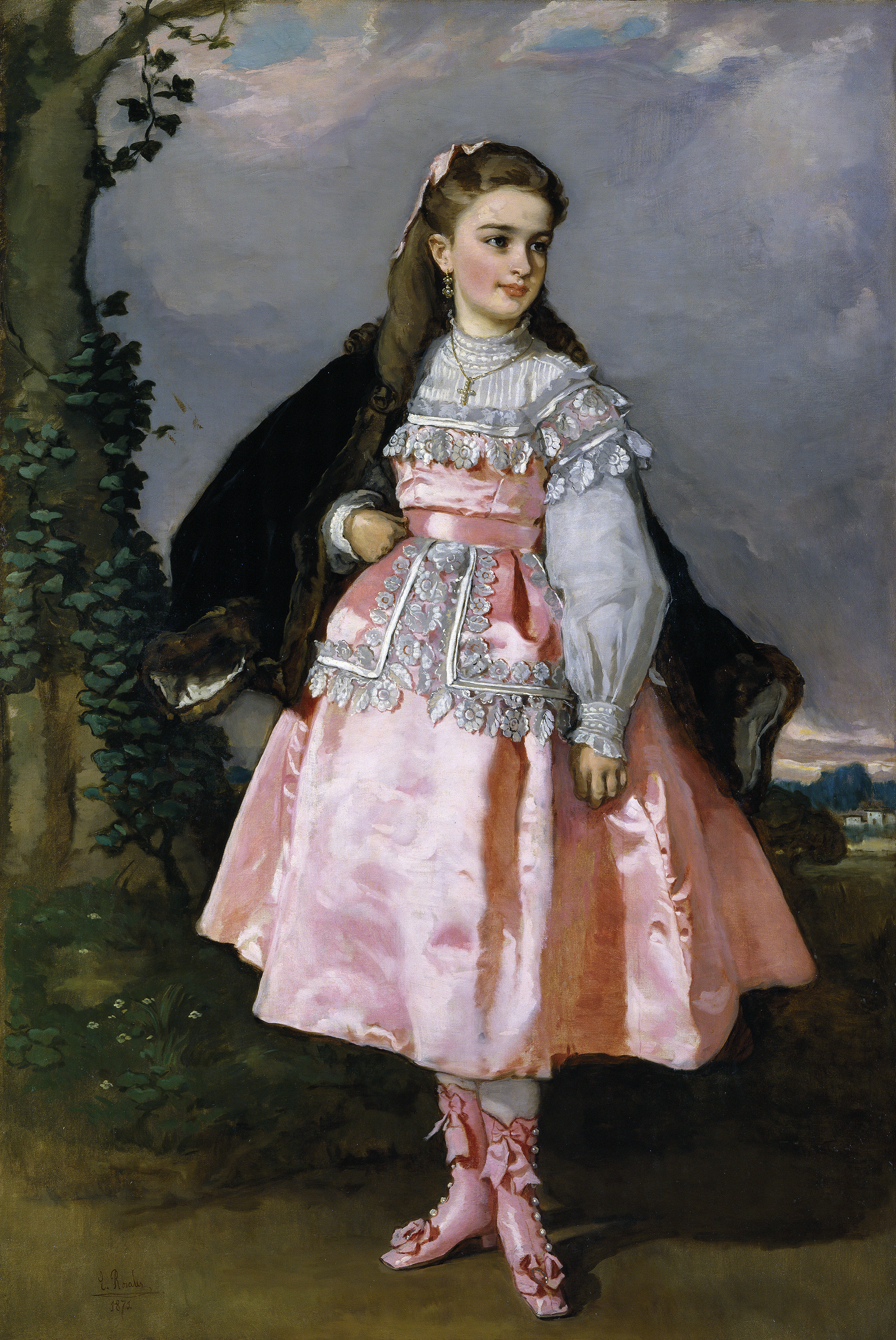
Contesa de Santovenia⁠(d) („Fata roz”, 1871)
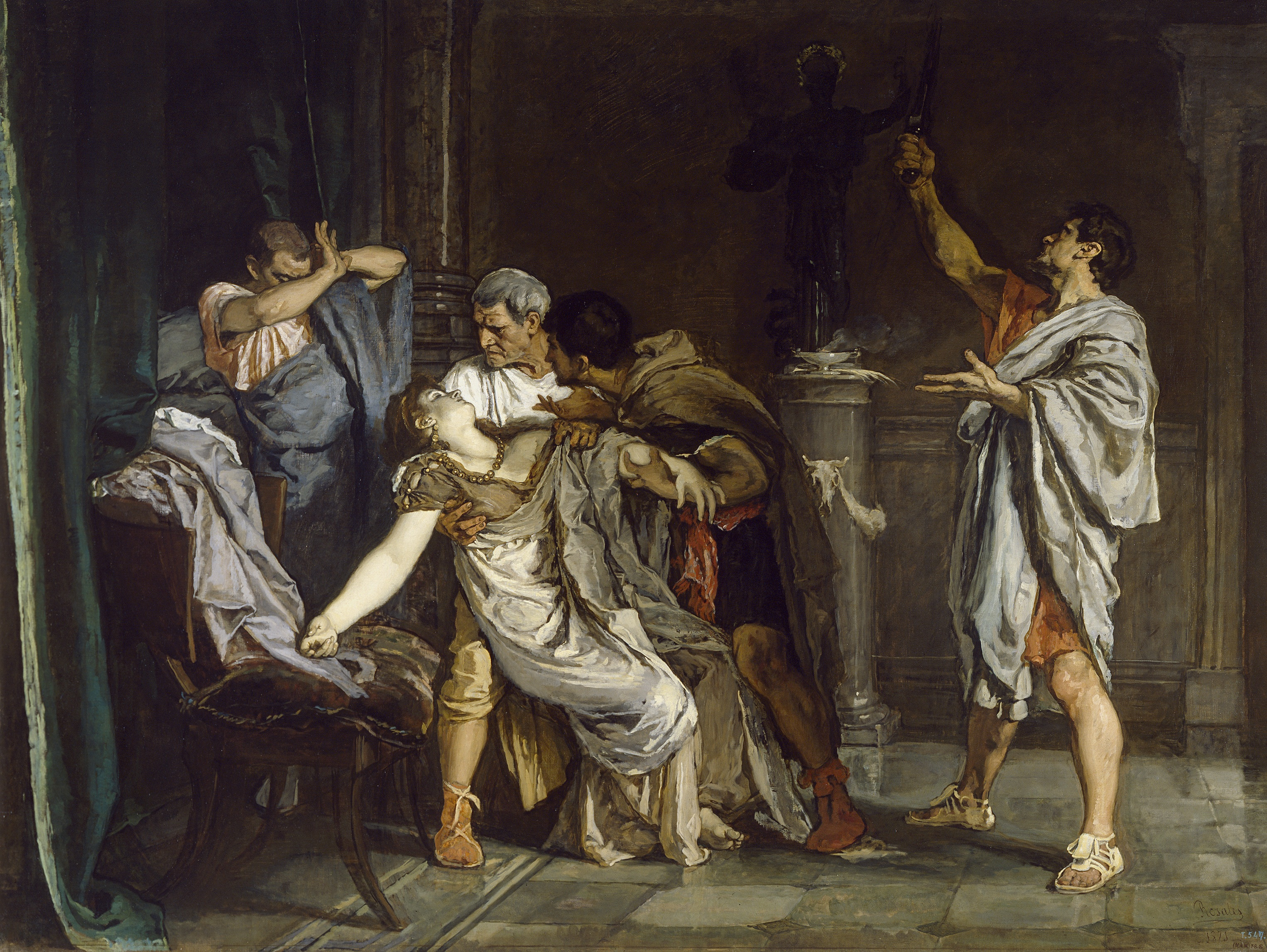
Moartea lui Lucretia (1871)